# 安立寺 (台東区)

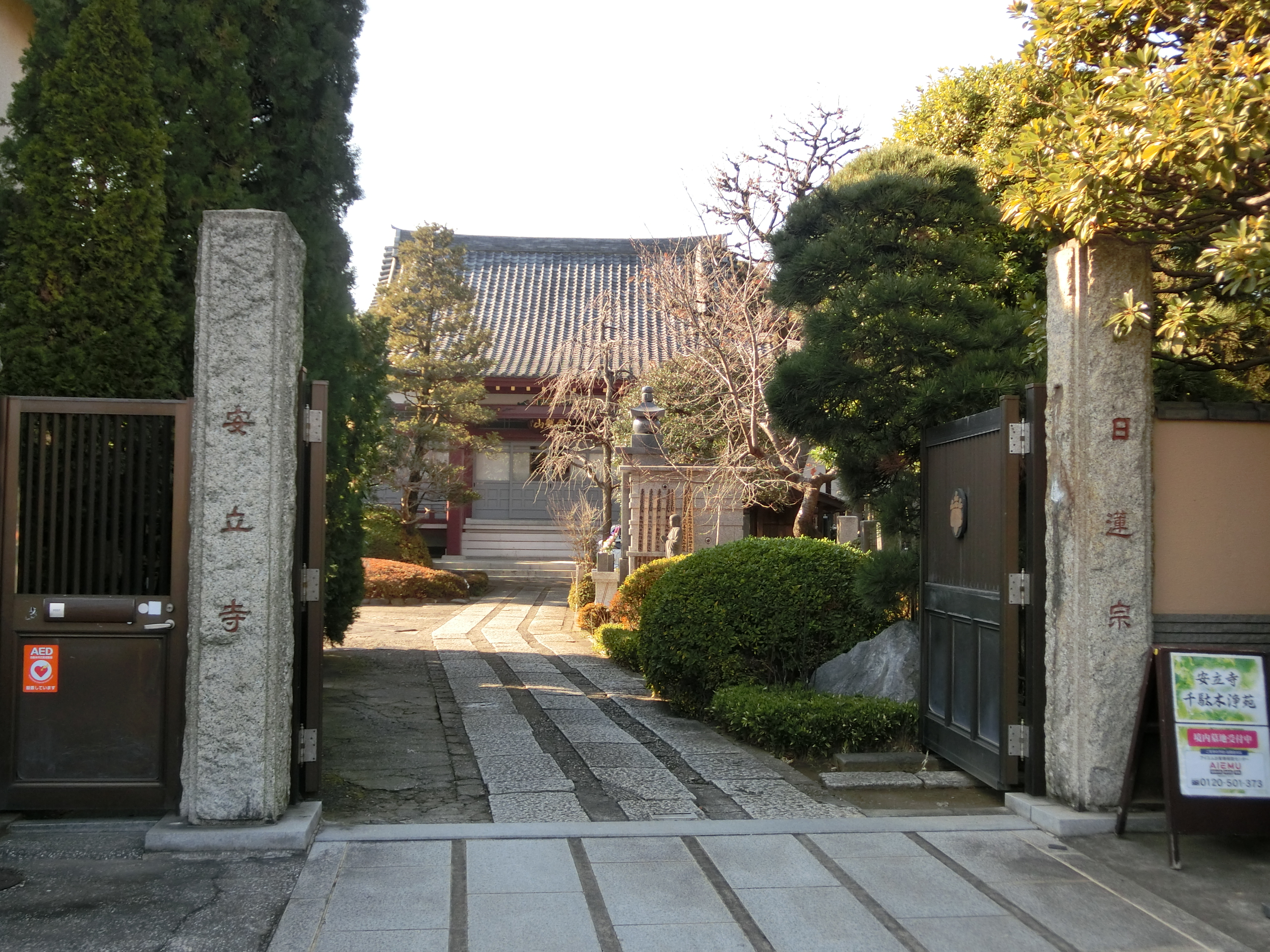
安立寺

安立寺（あんりゅうじ）は、東京都台東区谷中にある日蓮宗の寺院である。山号は常観山。旧本山は京都の本法寺、親師法縁。境内には下村観山（日本画家、日本美術院を創立）、川上不白（茶人）、佐野延勝（陸軍中将）、葦葉山七兵衛（相撲）、 宮地要三（江戸時代の医師）の墓所がある。

## 歴史
- 寛永7年（1630年）京都本法寺の鶴林院日養（明暦3年（1657年）没）が隠居所として開創した。崇敬開山は久遠成院日親。

## 境内
- 本堂
- 擁護堂

## 交通アクセス
- 日暮里駅より徒歩約7分（経路案内）。
- 千駄木駅より徒歩約8分（経路案内）。

## 参考資料
- 日蓮宗寺院大鑑編集委員会『宗祖第七百遠忌記念出版 日蓮宗寺院大鑑』大本山池上本門寺 (1981年)